# Bob Gerard
Frederick Roberts Gerard (Leicester, Engleska, 19. siječnja 1914. – South Croxton, Engleska, 26. siječnja 1990.) je bio britanski vozač automobilističkih utrka. U Formuli 1 je nastupao na osam utrka od 1950. do 1957., ali nije uspio osvojiti bodove. Ostvario je devet pobjeda na neprvenstvenim utrkama Formule 1 od 1946. do 1958.

## Vanjske poveznice
- Bob Gerard - Stats F1
- Bob Gerard - Racing Sports Cars